# Ostrowiec Świętokrzyski
Ostrowiec Świętokrzyski (AFI: [ɔsˈtrɔvʲɛt͡s ɕfʲɛntɔˈkʂɨskʲi], a menudo denominada simplemente Ostrowiec) es una ciudad ubicada en el centro-sur de Polonia, en la región histórica de Pequeña Polonia. Es la capital del condado homónimo y desde 1999 forma parte del voivodato de Santa Cruz (entre 1975 y 1998 pertenecía al voivodato de Kielce), del que es la segunda ciudad más poblada después de Kielce, con 71 728 habitantes en 2014. En 1613 obtuvo el estatuto de ciudad. Ostrowiec tiene un área de 46 km² y está dividido en 20 distritos (osiedla).
Ostrowiec Świętokrzyski está bañado por el río Kamienna. Los distritos septentrionales se encuentran en las estribaciones del bosque de Iłża, mientras que la parte meridional pertenece a la meseta de Opatów. La sierra de Santa Cruz se encuentra a algunos kilómetros al suroeste de Ostrowiec. La ciudad es uno de los centros históricos de la industria polaca, y forma parte de la Región Industrial de Vieja Polonia (en polaco: Staropolski Okręg Przemysłowy), la cuenca industrial más antigua del país. La principal industria en la actualidad es la metalurgia. Dos puntos de interés en Ostrowiec son la reserva arqueológica de Krzemionki y el parque de dinosaurios de Bałtów.
Ostrowiec se encuentra en la intersección de la Carretera Nacional n.º 9 (parte de la carretera europea E371) y las carreteras locales 751, 754 y 755. Además, desde 1884, cuenta con una conexión ferroviaria a lo largo de la vía n.º 25 que va desde Łódź Kaliska hasta Dębica. En los años 1960, el gobierno polaco planificó la construcción de una vía férrea entre Kielce y Lublin pasando por Ostrowiec.

## Historia

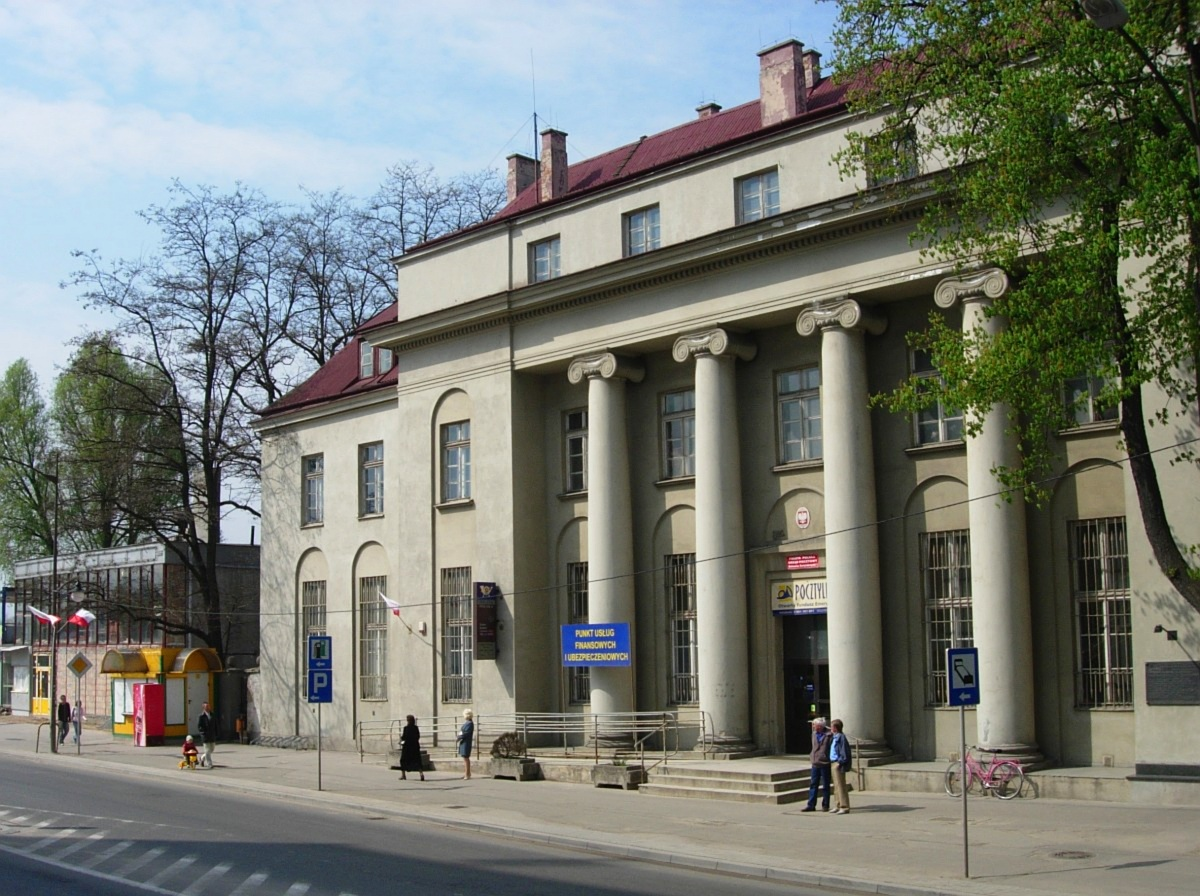
Oficina de correos.

Los primeros testimonios de población humana se remontan a la Edad de Piedra (ca. 4000 a. C.). Entonces, el área estuvo habitada por tribus nómadas pertenecientes a las culturas Lengyel y de las ánforas globulares, entre otras. Estas poblaciones llegaron desde la cuenca del Danubio.
Los documentos más antiguos que mencionan el pueblo de Ostrowiec, que dio lugar a la actual ciudad de Ostrowiec Świętokrzyski, datan del siglo XIV. El pueblo, en aquella época, se llamaba Ostrów, y se encontraba en la margen derecha del Kamienna. A principios del siglo XVI, el noble Kacper Maciejewski trató de construir en la margen izquierda, pero sin éxito. En 1564, el asentamiento de Denków (también conocido como Magna Michów o Wielki Michów y actualmente uno de los distritos de Ostrowiec) obtuvo el estatuto de ciudad.
En 1597, Jakub Gawroński del linaje Rawa obtuvo derechos de propiedad sobre Ostrów e hizo construir en la margen izquierda del río, en la cuenca del río Vístula. Obtuvo el estatuto de ciudad en 1613. Pasó a manos de Janusz Ostrogski, uno de los magnates más ricos de la Mancomunidad de Polonia y Lituania, y posteriormente a numerosas familias aristocráticas polacas: las familias Tarnowski, Czartoryski, Lubomirski, Radziwiłł, Zasławski, Sanguszko, Wielopolski, Dobrzański y Łubieński, entre otras.

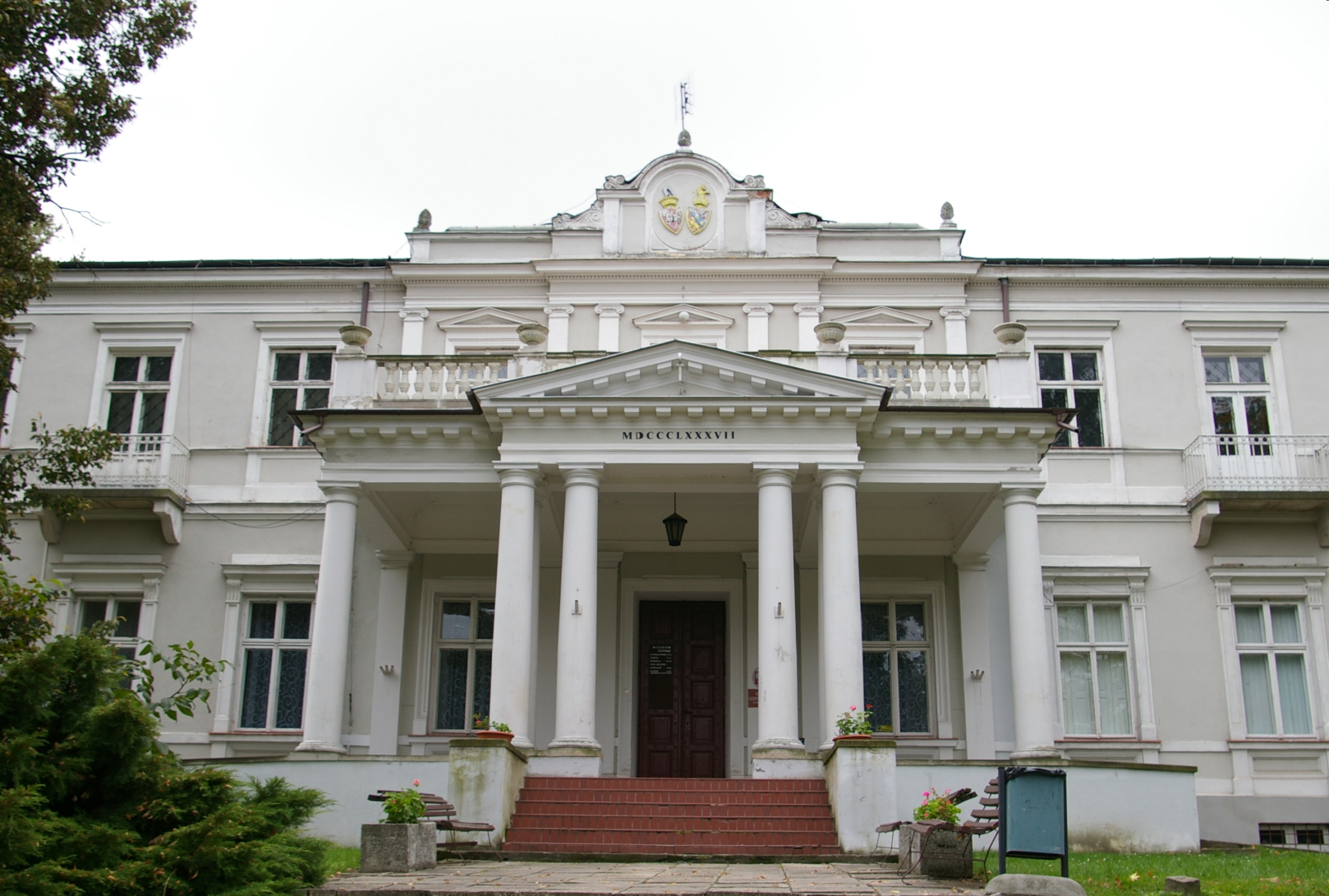
Museo Histórico-Arqueológico.

Entre finales del siglo XVIII y principios del XIX, Ostrowiec emergió como uno de los centros industriales de Polonia. De acuerdo con la idea de Stanisław Staszic, quien promovió la industrialización del valle del río Kamienna debido a sus depósitos de carbón y hierro, se abrieron numerosas fábricas.

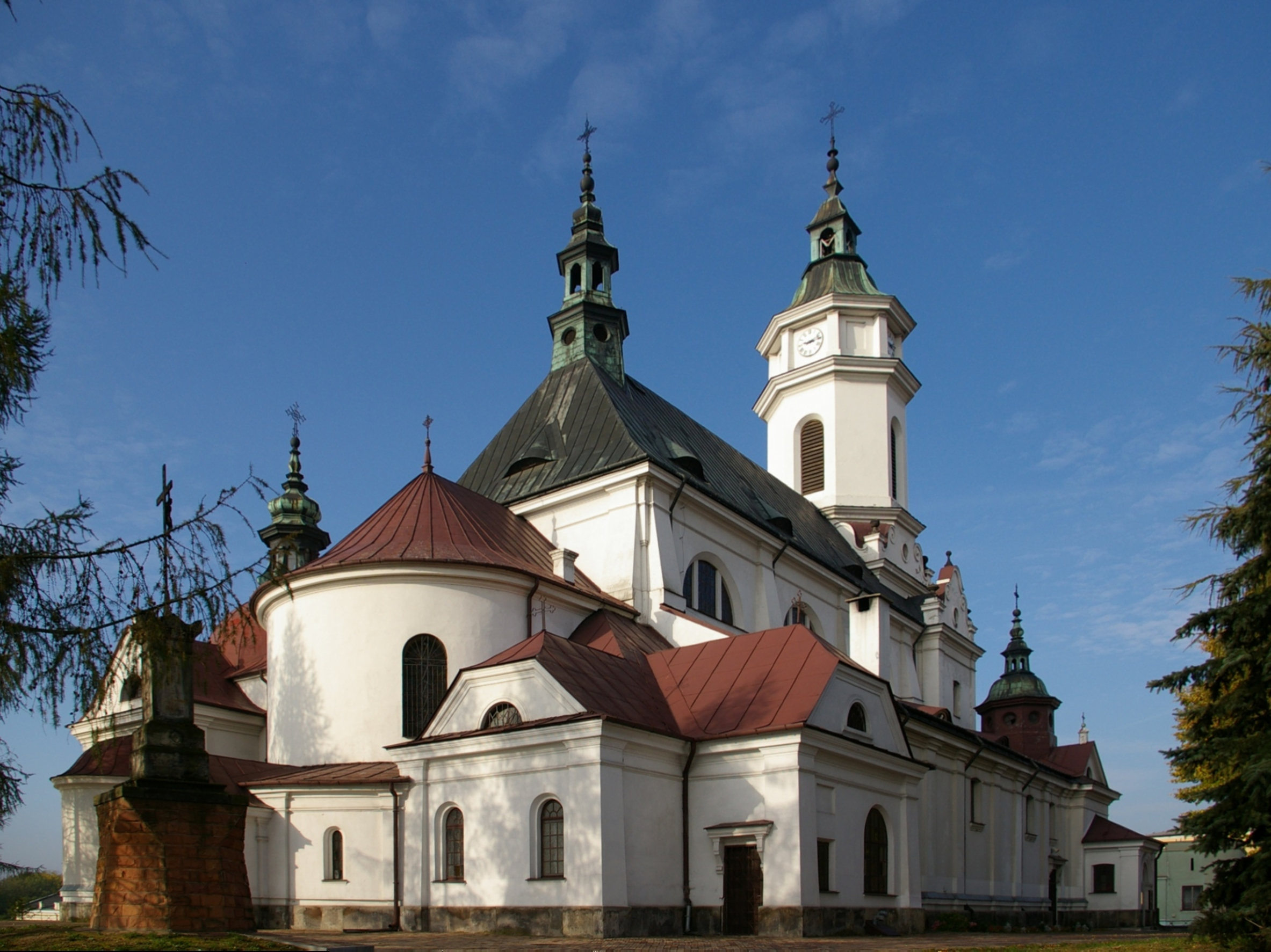
Iglesia de San Miguel Arcángel.

Ostrowiec fue uno de los principales escenarios de la Revolución de 1905-1907. El 27 de diciembre de 1905, se creó la República de Ostrowiec, y durante dos semanas la ciudad y el condado fueron gobernados por el Partido Socialista Polaco encabezado por Ignacy Boerner. La República terminó tras la llegada de dos regimientos de infantería del Ejército Imperial Ruso. El 3 de noviembre de 1918, las nuevas autoridades polacas tomaron el control sobre Ostrowiec. Durante la Segunda República Polaca, la ciudad, perteneciente al condado de Opatów, se desarrolló gracias a su ubicación en la Región Industrial Central. Antes de la Segunda Guerra Mundial, su población era de aproximadamente 30 000 habitantes. En 1937, se renombró oficialmente a Ostrowiec Świętokrzyski; anteriormente se habían utilizado las denominaciones Ostrowiec Kielecki y Ostrowiec nad Kamienną.
La Wehrmacht capturó la ciudad el 8 de septiembre de 1939. La mayoría de sus aproximadamente 11 000 habitantes judíos fueron víctimas del Holocausto entre 1943 y 1944. Durante la Segunda Guerra Mundial, Ostrowiec fue un vigoroso foco de resistencia contra la ocupación nazi. Se produjeron clandestinamente armas y periódicos. El 16 de enero de 1945, las tropas alemanas se retiraron hacia el oeste.
Ostrowiec prosiguió su desarrollo durante la posguerra. En 1954, se anexó varios pueblos colindantes, incluido Denków, que había sido ya una ciudad. En los 1970, abrió una nueva fábrica metalúrgica, pero, en los 1990, la industria metalúrgica en su conjunto experimentó una gran crisis. En 2003, la fábrica fue adquirida por el grupo español Celsa por 53,1 millones de złoty.

## Puntos de interés

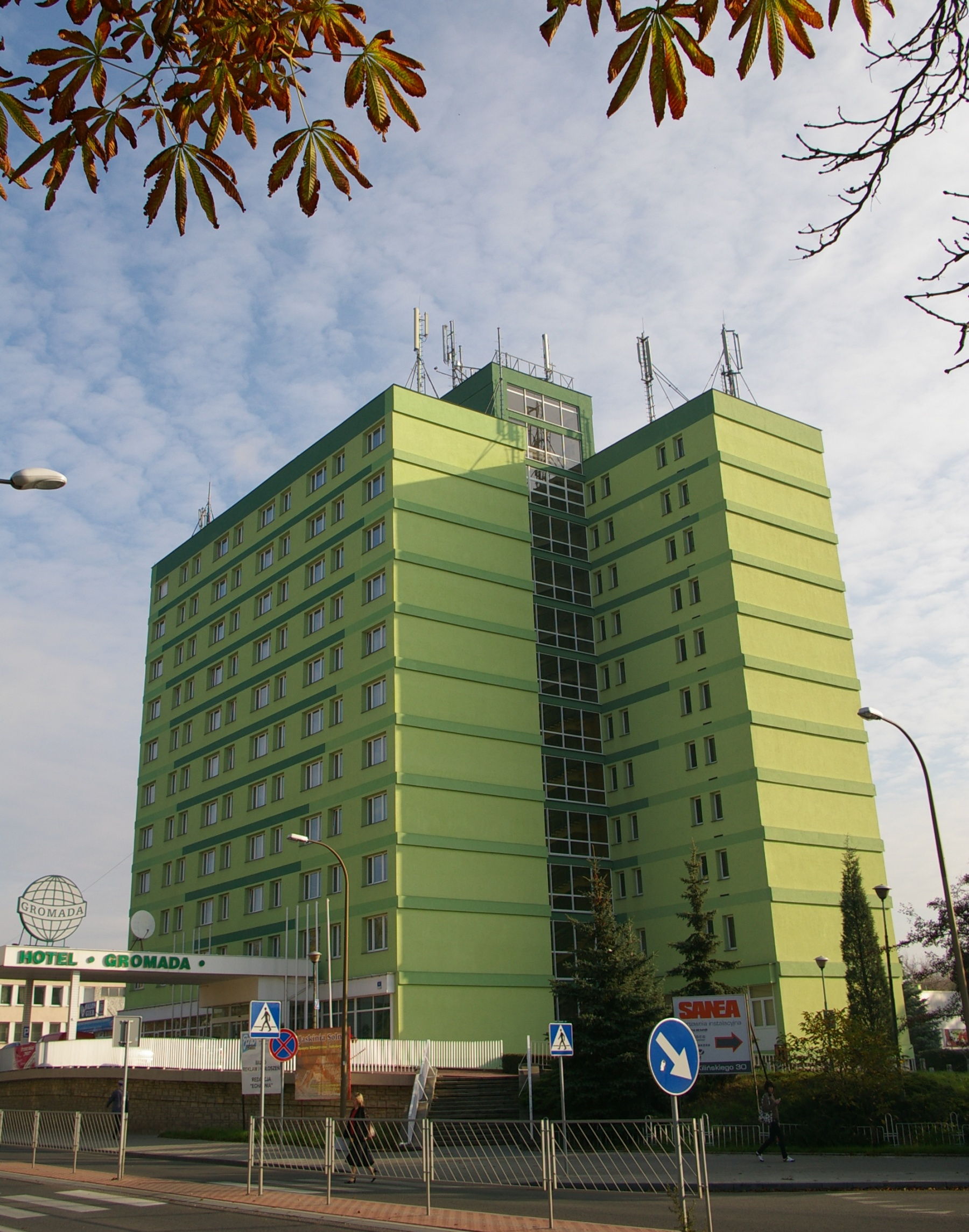
Hotel Accademia.

- Colegiata de San Miguel Arcángel (de principios del siglo XVII, remodelada en un estilo neobarroco entre 1924 y 1938)
- Iglesia de San Estanislao en Denków (1700, con un campanario de 1806),
- Parque y palacio de la familia Wielopolski en el distrito de Częstocice (1887-1899),
- Palacio de caza de la familia Wielopolski,
- Iglesia del Sagrado Corazón de Jesús, construida con madera al estilo Zakopane (1932),
- Restos de un cementerio judío,
- Estación de ferrocarriles de finales del siglo XIX,
- Oficina de correos en la Avenida del 3 de mayo (1925-1927),
- Figura de san Florián en la plaza homónima (1776).

Varios de estos puntos de interés cuentan con un número en el registro de objetos del patrimonio cultural de Polonia (en polaco: Rejestr zabytków).

## Cultura
En Ostrowiec hay una variedad de instituciones culturales tales como:
- Centro Cultural Municipal
- Oficina de Exposiciones Artísticas
- Museo de Historia y Antropología, con una reserva arqueológica en Krzemionki
- Biblioteca Pública – con varias sedes repartidas por la ciudad
- Casas de la Cultura

También es la sede del Festival de Blues y Rock Mira Kubasińska «Wielki Ogień», con periodicidad anual.

## Educación
La ciudad es sede de la Escuela Superior de Negocios y Emprendimiento (en polaco: Wyższa Szkoła Biznesu i Przedsiębiorczości). También cuenta con dependencias de la Escuela Superior de Comercio de Kielce.

## Deportes
En la ciudad juega el equipo de fútbol KSZO Ostrowiec Świętokrzyski. Estuvo en la primera división polaca entre 2009 y 2011.

## Ciudades hermanas
Ostrowiec Świętokrzyski está hermanada con las siguientes ciudades:
| - Bila Tserkva (Ucrania) - Gennevilliers (Francia) - Scunthorpe (Reino Unido) | - Pineto (Italia) - Bekabad (Uzbekistán) |